# Wake Me Up When September Ends
Wake Me Up When September Ends – ballada punk rockowa amerykańskiego zespołu Green Day, wydana jako czwarty singel z płyty American Idiot. Tekst piosenki mówi o zmarłym ojcu wokalisty i zarazem gitarzysty zespołu, Billiego Joe Armstronga. Teledysk opowiada historię młodego człowieka, wyjeżdżającego na wojnę. Ojciec Billiego był chory na raka, zmarł 1 września 1982 roku. Billie uciekł z pogrzebu i zapłakany zamknął się w swoim pokoju. Kiedy matka wróciła i weszła do pokoju, on wypowiedział słowa „Wake Me Up When September Ends”.

## Lista utworów
CD 1
1. „Wake Me Up When September Ends” – 4:45
2. „Give Me Novacaine” (na żywo) – 3:38

CD 2
1. „Wake Me Up When September Ends” – 4:45
2. „Homecoming” (na żywo) – 9:24
3. „Hitchin’ a Ride” – 2:52

CD (Australia)
1. „Wake Me Up When September Ends” – 4:45
2. „Give Me Novacaine” (na żywo) – 3:38
3. „Homecoming” (na żywo) – 9:24

Winyl
A. „Wake Me Up When September Ends” – 4:45

B. „Give Me Novacaine” (na żywo) – 3:38
Utwory na żywo zostały zagrane 15 lutego 2005 roku podczas koncertu VH1 „Storytellers” w Culver City.

## Listy przebojów
| Chart (2005−2006)                             | Pozycja |
| --------------------------------------------- | ------- |
| Australia (ARIA)                              | 13      |
| Austria (Ö3 Austria Top 40)                   | 15      |
| Belgia (Ultratop 50 Flandria)                 | 3       |
| Belgia (Ultratop 50 Walonia)                  | 2       |
| Kanada (Nielsen SoundScan)                    | 1       |
| Czechy (Rádio Top 100 Oficiální)              | 1       |
| Niemcy (Media Control Charts)                 | 22      |
| Irlandia (IRMA)                               | 13      |
| Nowa Zelandia (Recorded Music NZ)             | 10      |
| Holandia (Single Top 100)                     | 44      |
| Szwecja (Sverigetopplistan)                   | 21      |
| Wielka Brytania (The Official Charts Company) | 8       |
| Włochy (FIMI)                                 | 33      |
| U.S. Billboard Hot 100                        | 6       |
| U.S. Billboard Hot Mainstream Rock Tracks     | 12      |
| U.S. Billboard Hot Modern Rock Tracks         | 2       |
| U.S. Billboard Hot Adult Top 40 Tracks        | 2       |
| U.S. Billboard Mainstream Top 40              | 40      |
| U.S. Billboard Adult Contemporary             | 13      |